# Cathleen Synge Morawetz
Cathleen Synge Morawetz (Toronto, 5 maggio 1923 – New York, 8 agosto 2017) è stata una matematica canadese, conosciuta per i suoi studi sulle equazioni differenziali alle derivate parziali nell'ambito della fluidodinamica, in particolare nel caso di regimi transonici.

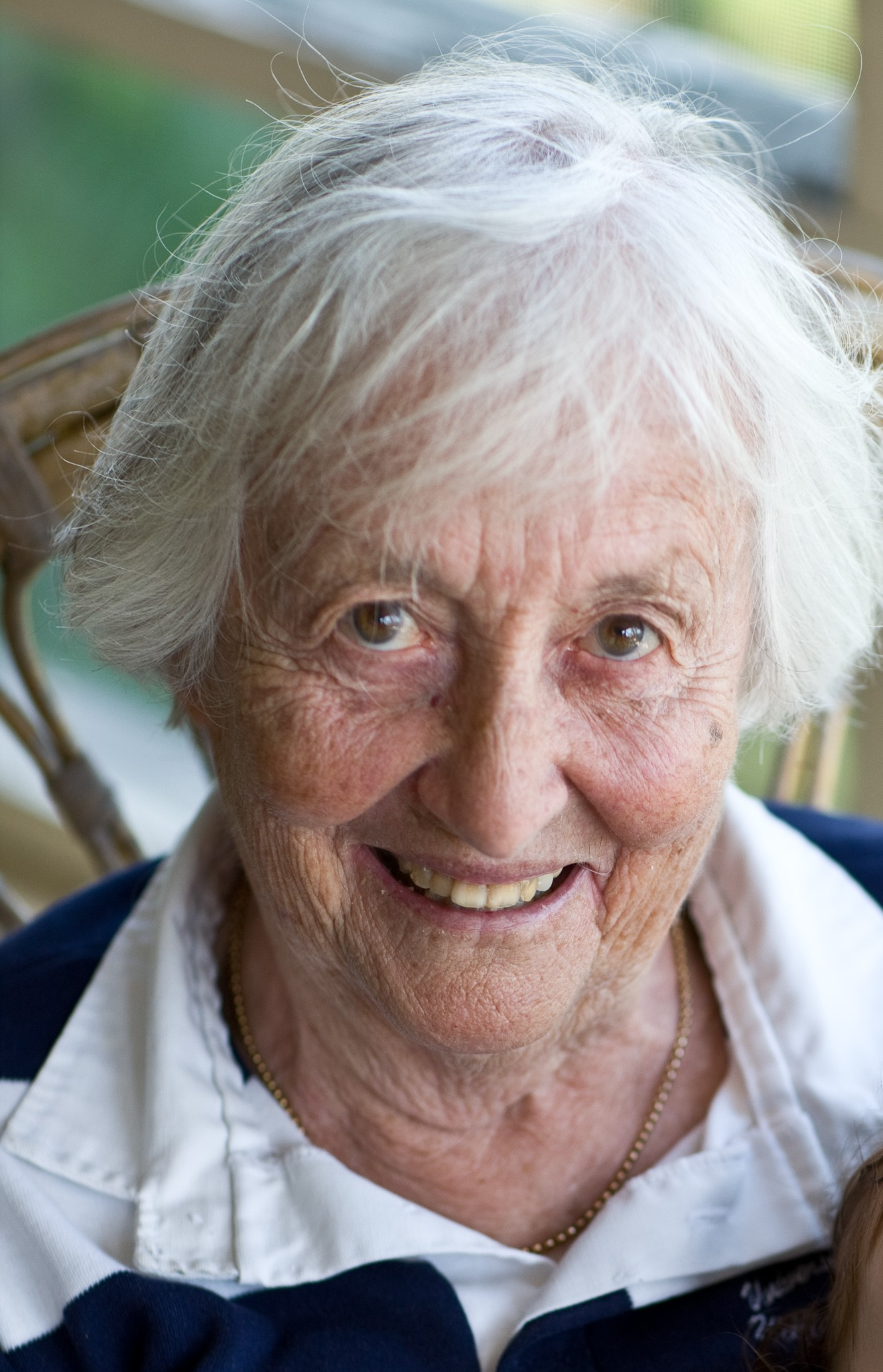
Cathleen Synge Morawetz nel 2009

È stata professoressa al Courant Institute of Mathematical Sciences, istituto di cui è stata direttrice dal 1984 al 1988. È stata inoltre presidente dell'American Mathematical Society nel biennio 1995-96.

## Riconoscimenti
- 1998 National Medal of Science
- 2004 Premio Steele
- 2006 Premio Birkhoff